# Sayonara Wild Hearts
Sayonara Wild Hearts é um jogo eletrônico de ação e ritmo musical, criado pela desenvolvedora sueca Simogo e publicado pela Annapurna Interactive. Descrito como um "jogo eletrônico de álbum pop", Sayonara Wild Hearts segue a história de uma jovem de coração partido por uma paisagem surrealista. Cada nível do jogo é definido como uma música, com o jogador guiando a mulher enquanto coleta corações, evitando obstáculos e lutando contra inimigos. O jogo foi lançado para PlayStation 4, Nintendo Switch e iOS em setembro de 2019 e para Microsoft Windows em dezembro de 2019. Obteve uma recepção positiva através da crítica especializada, com elogios direcionados para os seus visuais, trilha sonora e jogabilidade, e foi indicado a vários prêmios de final de ano.